# Sun Wen
Dans ce nom chinois, le nom de famille, Sun, précède le nom personnel.
Pour les articles homonymes, voir Sun.
Sun Wen (en chinois : 孙雯), née le 6 avril 1973 à Shanghai, est une footballeuse évoluant au poste de milieu. Elle fut internationale chinoise.

## Biographie
Elle fait sa première apparition en sélection nationale à seulement 17 ans. Meilleure buteuse de la coupe du monde 1999 avec sept buts, elle devient la première footballeuse asiatique à être nommée meilleure footballeuse du continent. 
Entre 2001 et 2003 elle joue à Atlanta Beat (WUSA). Après deux ans d'absence en sélection, elle fait son grand retour en équipe de Chine en décembre 2005. Elle y reste jusqu'à la victoire aux Championnats d'Asie des nations en 2006, avant de prendre sa retraite sportive en raison de trop nombreuses blessures.
En 2001 et 2002, la FIFA la nomme troisième meilleure joueuse au monde.

## Palmarès
- Médaille d'argent aux Jeux olympiques : 1996.
- Finaliste de la Coupe du monde 1999

## Distinctions personnelles
- Élue troisième meilleure joueuse au monde par la FIFA : 2001 et 2002.
- Meilleure buteuse de la Coupe du monde 1999 (7 buts).
- Élue meilleure joueuse de la Coupe du monde 1999.